# 利基王
利基王（としもとおう、弘仁13年（822年） - 貞観8年1月24日（866年2月13日））は、平安時代初期から前期にかけての皇族。桓武天皇の孫。二品・賀陽親王の六男。官位は従四位上・下野権守。

## 経歴
若い頃大学寮で史漢を非常によく学び、承和年間（834-848年）の末に文章生に補せられる。嘉祥3年（850年）文徳天皇の即位後に二世王の蔭位により无位から従四位下に直叙される。
清和朝に入り、天安3年（859年）侍従に任ぜられ、貞観5年（863年）従四位上に昇叙される。貞観7年（865年）下野権守として地方官に転じるが、翌貞観8年（866年）正月24日卒去。享年45。最終官位は従四位上行下野権守。

## 官歴
『六国史』による。
- 承和年間末：文章生
- 嘉祥3年（850年） 4月17日：従四位下（直叙）
- 天安3年（859年） 正月13日：侍従
- 貞観5年（863年） 正月7日：従四位上
- 貞観7年（865年） 5月16日：下野権守
- 貞観8年（866年） 正月24日：卒去（従四位上行下野権守）

## 系譜
- 父：賀陽親王[1]
- 母：不詳
- 妻：不詳
  - 男子：平潔行[2]